# 英國通訊管理局

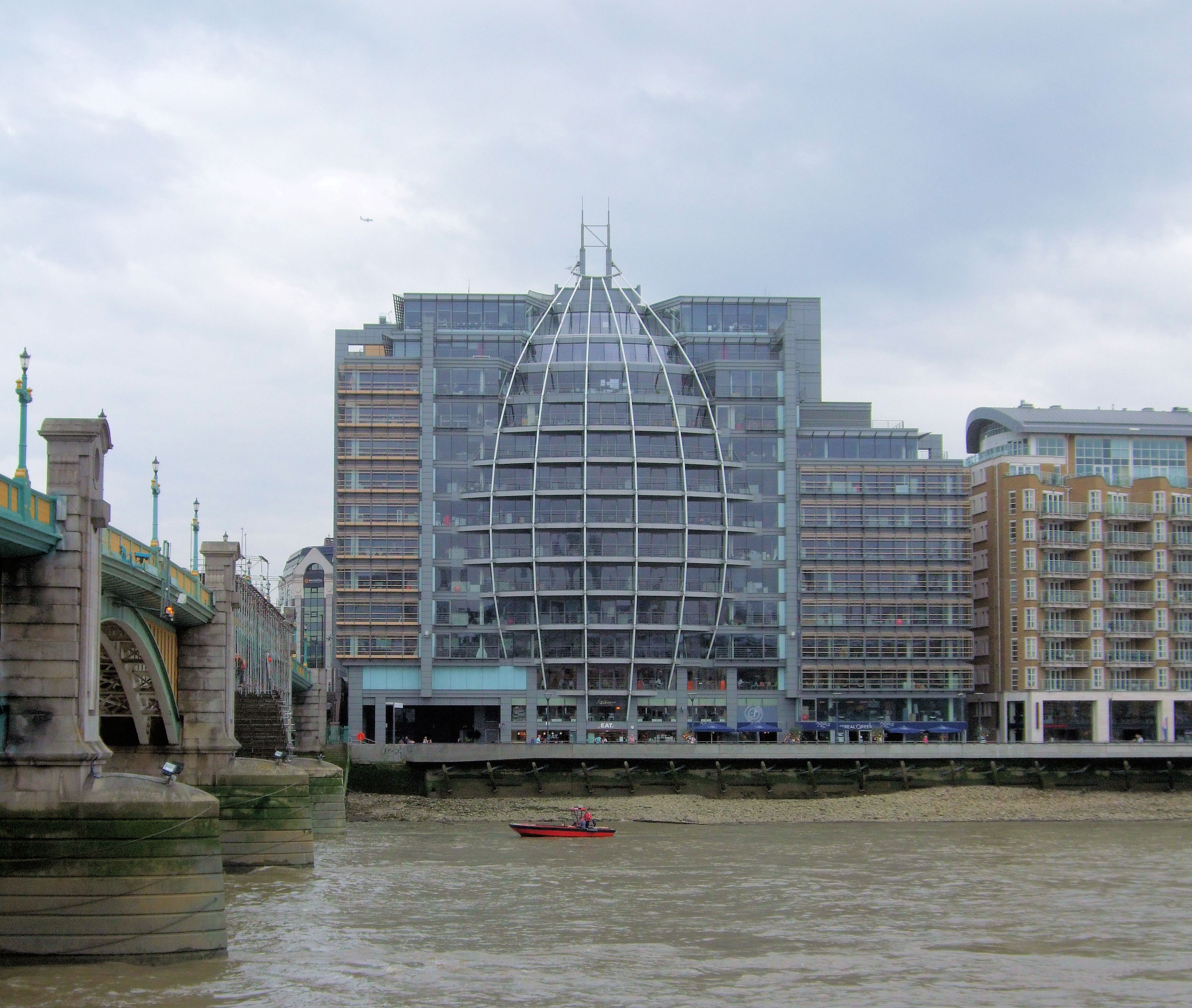
辦公地點

通訊管理局（英語：Office of Communications），通稱Ofcom，是英國的一個政府機構，主要監管英國的廣播、電訊和郵政行業，其權責類似美國的FCC。Ofcom成立於2003年通訊法案通過之後。現在英國的大部分廣播電視事務由Ofcom管理。

## 外部連結
- Ofcom website （页面存档备份，存于）
- Ofcom Broadcast Codes （页面存档备份，存于）
- OfcomWatch – Ofcom-related blog （页面存档备份，存于）
- Quick video guide to Ofcom for broadcast journalists （页面存档备份，存于）